# Заречное (Ровненский район)
Заречное (укр. Зарічне) — село в Бугринской сельской общине Ровненского района Ровненской области Украины.
До 2020 года входило в Гощанский район.
Население по переписи 2001 года составляло 384 человека. Почтовый индекс — 35442. Телефонный код — 3650.

## История
В 1946 г. Указом Президиума ВС УССР село Пруски переименовано в Заречное.